# サシャ・バロン・コーエン
サシャ・バロン・コーエン（Sacha Baron Cohen, 本名: Sacha Noam Baron Cohen, 1971年10月13日 - ）はイギリスのコメディアン・俳優。
アリ・G（イギリスのラッパー）やブルーノ（オーストリア出身のゲイのファッション評論家）、ボラット（カザフスタン人のジャーナリスト）といったキャラクターで知られている。
なお、姓は「バロン・コーエン」と複合姓であり、「コーエン」のみの表記は間違い。

## 生い立ち
バロン・コーエンはロンドンのハマースミスで中流階級の家庭（正統派ユダヤ教のユダヤ人家庭）に生まれた。父親はロンドン生まれ、ウェールズ育ちで衣料品店を経営、母親はイスラエル出身のペルシャ系ユダヤ人。トランペット奏者で作曲家のエラン・バロン・コーエンなど兄が二人いる。
バロンは男爵という意味ではなく、ユダヤ人の名前バルク（Baruch）から由来する。イギリスの心理学者サイモン・バロン＝コーエンのいとこであるが、スペリングがわずかに異なる。

## キャリア
ケンブリッジ大学のクライスト・カレッジで歴史を学び、その傍ら、同大学のアマチュア劇団で『屋根の上のバイオリン弾き』や『シラノ・ド・ベルジュラック』などの舞台に立っていた。また、メンバーではなかったがケンブリッジ・フットライツの公演にも参加した。大学卒業後はモデルとして働いた時期もある。
1998年放送のイギリス・チャンネル4の番組The 11O'Clock Showで、「ブラック・カルチャーにかぶれた白人ラッパー」のアリ・Gを演じブレイク。2000年から放送開始となった"Da Ali G Show"では、英国アカデミー賞、ロイヤル・テレヴィジョン・ソサエティ賞を受賞。エミー賞、サテライト賞にもノミネートされた。
2001年にマドンナのオファーで、「MUSIC」のミュージック・ビデオに運転手役として出演。また、2001年にはアリ・Gとして、2005年にはボラットとしてMTVヨーロッパ・ミュージック・アワードのホストを務めた。
2006年公開の『ボラット 栄光ナル国家カザフスタンのためのアメリカ文化学習』では製作・原案・脚本を手掛けており、第79回アカデミー賞脚本賞にノミネートされた。また、第64回ゴールデングローブ賞主演男優賞（ミュージカル・コメディ部門）を受賞。

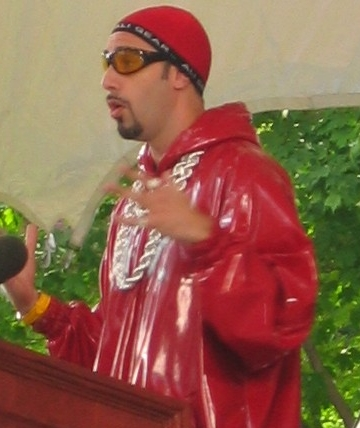
アリ・Gに扮するバロン・コーエン

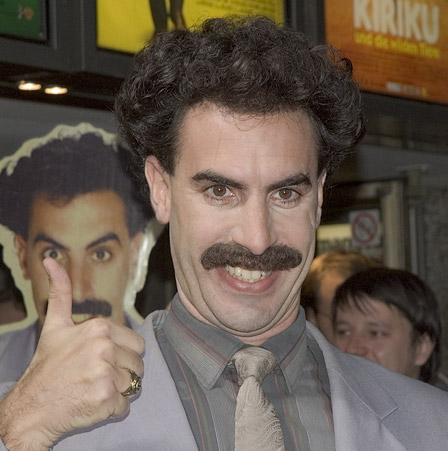
ボラットに扮するバロン・コーエン

## 私生活
2007年3月にオーストラリア出身の女優アイラ・フィッシャーと結婚。ユダヤ人の儀式で結婚式を行うため、フィッシャーはユダヤ教に改宗した。同年10月19日には長女Oliveが誕生、2010年に次女 Elulaが誕生、2014年に長男Montgomeryが誕生。

## 主な出演作品

### 映画
| 公開年 | 邦題 原題 | 役名                    | 備考 | 吹き替え                  |
| ------ | --- | ----------------------- | --- | ------------------------- |
| 2002   | アリ・G ALI G Indahouse | アリ・G                 | 脚本・出演・製作総指揮 |                           |
| 2005   | マダガスカル Madagascar | キング・ジュリアン      | 声の出演 | 小木博明                  |
| 2006   | タラデガ・ナイト オーバルの狼 Talladega Nights: The Ballad Of Ricky Bobby                                                                     | ジャン・ジラール        | | 小森創介                  |
| 2006   | ボラット 栄光ナル国家カザフスタンのためのアメリカ文化学習 Borat: Cultural Learnings of America for Make Benefit Glorious Nation of Kazakhstan | ボラット・サカディエフ  | 脚本・出演・製作 ゴールデングローブ賞 主演男優賞 (ミュージカル・コメディ部門)受賞                                                              | 山寺宏一                  |
| 2007   | スウィーニー・トッド フリート街の悪魔の理髪師 Sweeney Todd: The Demon Barber of Fleet Street                                                  | ピレリ                  | | （吹き替え版なし）        |
| 2008   | マダガスカル2 Madagascar: Escape 2 Africa | キング・ジュリアン      | 声の出演 | 小木博明 塩屋浩三（予告） |
| 2009   | ブルーノ Brüno | ブルーノ                | 脚本・出演・製作 | 牛山茂                    |
| 2011   | ヒューゴの不思議な発明 Hugo | 鉄道公安官              | | 村治学                    |
| 2012   | ディクテーター 身元不明でニューヨーク The Dictator                                                                                            | アラジーン将軍          | 脚本・出演・製作 | 落合弘治                  |
| 2012   | マダガスカル3 Madagascar 3: Europe's Most Wanted                                                                                              | キング・ジュリアン      | 声の出演 | 小木博明                  |
| 2012   | レ・ミゼラブル Les Misérables | テナルディエ            | | （吹き替え版なし）        |
| 2013   | 俺たちニュースキャスター 史上最低!?の視聴率バトルinニューヨーク Anchorman 2: The Legend Continues                                             | BBCニュースのキャスター | ※カメオ出演 | （吹き替え版なし）        |
| 2016   | ザ・ブラザーズ・グリムズビー The Brothers Grimsby                                                                                             | ノビー・ブッチャー      | 脚本・出演・製作 日本未公開 |                           |
| 2016   | アリス・イン・ワンダーランド/時間の旅 Alice Through the Looking Glass                                                                         | タイム                  | | 滝藤賢一                  |
| 2020   | シカゴ7裁判 The Trial of the Chicago 7 | アビー・ホフマン        | 出演・製作補 ゴールデングローブ賞 助演男優賞ノミネート 全米映画俳優組合賞 助演男優賞ノミネート 放送映画批評家協会賞 助演男優賞ノミネート       | 新垣樽助                  |
| 2020   | 続・ボラット 栄光ナル国家だったカザフスタンのためのアメリカ貢ぎ物計画 Borat Subsequent Moviefilm                                              | ボラット・サカディエフ  | 脚本・出演・製作 ゴールデングローブ賞 作品賞 (ミュージカル・コメディ部門)受賞 ゴールデングローブ賞 主演男優賞 (ミュージカル・コメディ部門)受賞 | 山寺宏一                  |
| 2021   | あの夏のルカ Luca | ウーゴおじさん          | 声の出演 | 落合弘治                  |

### テレビシリーズ
| 放映年         | 邦題 原題                                            | 役名                         | 備考                                                | 吹き替え           |
| -------------- | ---------------------------------------------------- | ---------------------------- | --------------------------------------------------- | ------------------ |
| 2000 2003-2004 | Da Ali G Show                                        | アリ・G / ボラット           | 計6話出演 / 計12話出演                              | N/A                |
| 2005           | ラリーのミッドライフ★クライシス Curb Your Enthusiasm | ラリーのガイド               | 第5シーズン第10話「天国でトラブル」                 | （吹き替え版なし） |
| 2010           | ザ・シンプソンズ The Simpsons                        | Jakob                        | 声の出演 第21シーズン第16話「エルサレム巡礼ツアー」 | （吹き替え版なし） |
| 2019           | ザ・スパイ -エリ・コーエン- The Spy                  | エリ・コーエン               | 計6話出演、兼製作総指揮 Netflixオリジナルシリーズ   | 三上哲             |
| 2024           | ディスクレーマー 夏の沈黙 Disclaimer                 | ロバート・レイヴンズクロフト | Apple TV+オリジナルドラマ                           | 遠藤大智           |

## 関連文献
- Sacha Baron Cohen audio interview with NPR's Robert Siegel
- And Now for the World According to Borat and Sacha Baron Cohen, Authors Den, 24 March 2007
- Sacha Baron Cohen: Killing off Borat, article at The Daily Telegraph, 21 December 2007